# Chmyrivka
Chmyrivka (en ucraniano: Чмирівка) es una localidad de Ucrania, en el Raión de Starobilsk, perteneciente al Óblast de Lugansk.
Se encuentra a una altitud de 64 m sobre el nivel del mar.

## Demografía
Según estimación 2010 contaba con una población de 3 901 habitantes.
| 4 278                      | 3 901 |
| (Fuente: [cita requerida]) |       |